# Michel Brousse
Pour les articles homonymes, voir Brousse.
Michel Brousse, né le 16 mai 1952, est un judoka français 8e dan.  
Ancien élève du lycée Pierre-de-Fermat à Toulouse puis de l'INSEP, à Paris, il est devenu professeur agrégé et docteur en STAPS, chargé de la préparation aux concours de l'agrégation d'EPS, de l'enseignement de l’histoire du sport, de l'EPS et de la pédagogie du judo à la Faculté des Sciences du sport de l’Université de Bordeaux. 
Michel Brousse est l’auteur de nombreux ouvrages et articles dans le champ de l’histoire du judo et de son enseignement. À ce titre, il fait l’objet d'invitations professionnelles dans de nombreux pays européens ainsi qu’aux États-Unis, à Hawaï, au Canada, en Corée, au Brésil et au Japon. Dans le domaine de la recherche, ses travaux portent sur l'histoire culturelle et sur les processus de globalisation des activités sportives. Sur le plan administratif, il est responsable des relations internationales. Il a dirigé la collection "Sport regards croisés" aux Presses universitaires de Bordeaux. 
De 1969 à 1981, Michel Brousse a été membre de l’équipe de France (50 sélections) et élu meilleur jeune sportif français en 1971. 
Ses meilleurs résultats : trois fois champion d’Europe en 1969 (cadet) et en 1970 et 1971 (junior) et double champion du monde militaire en 1974 (en moins de 93 kg et en toutes catégories).  
Entre 1980 et 1984, Michel Brousse a été entraîneur auprès de la FFJDA (responsable de la Section Sport-Études du lycée Michelet à Vanves dont sont notamment issus plusieurs membres de l'équipe de France juniors et seniors -Pascal Tayot, Stéphane Saint-Marc, Thierry Proudtchenko, Christophe Gagliano, Bertrand Amoussou, Pascal Bozo, Jean-Raymond Marquez, Jean-Daniel Delrieu…-, équipe de France seniors féminine…) et de la Fédération internationale de judo et de la Solidarité Olympique (Espagne, Portugal, Norvège, Danemark, Norvège, Islande, Venezuela, Brésil). 
De 1996 à 2002, il a été membre du Groupe Technique Disciplinaire EPS chargé de la rédaction des premiers programmes nationaux d'EPS au Ministère de l'Éducation nationale. Directeur des médias de la Fédération internationale (2000-2007), il est également responsable de la recherche au sein de cette organisation. En 2011, il a reçu le Prix Spécial de la FIJ en tant que conservateur de l’exposition au musée olympique de Lausanne pour le 60e anniversaire de la FIJ puis, en 2015, en tant qu'auteur de l'ouvrage Judo for the World.
De 2013 à 2017, Michel Brousse a été vice-président de la Fédération française de judo plus particulièrement chargé de la préservation et du développement de la culture judo. Il est actuellement secrétaire de l'Académie française de judo.
Le 3 novembre 2016, le gouvernement japonais a décerné à Michel Brousse l'Ordre du Soleil Levant, rayons d'or avec rosette, pour la « contribution de ses travaux académiques aux échanges dans le monde du sport par le biais du judo et à la compréhension réciproque entre le Japon et la France ».
Michel Brousse est membre du Club de Rome.

## Ouvrages
- 50 ans Paris Grand Slam, le livre, Paris, France-Judo, 2022
- Judo: la voie de la souplesse, film documentaire, réalisé par Thierry Aguila, co-écrit par Thierry Aguila et Michel Brousse, ComicStrip Production-FFJ, 2016
- Être ceinture noire, Paris, Éditions de  Lamartinière, 2016
- Judo For the World, Paris, Éditions de  Lamartinière, 2015
- Les racines du judo français, Bordeaux, Presses universitaires de Bordeaux, 2005
- Judo in the U.S. A Century of Dedication, North Atlantic Press, Berkeley, 2005
- Le Judo, son histoire, ses succès, Édition augmentée, Genève, Liber, 2002
- Judo a Sport and a Way of Life, Seoul, Edited by the International Judo Federation, 1999
- Le Judo, son histoire, ses succès, Genève, Liber, 1996